# Rucce
Rucce è una frazione nel comune italiano di Fabriano, situata nelle Marche, al confine con l'Umbria, a circa 12 Km da Fabriano.

## Geografia fisica
Rucce sorge a 587 metri sul livello del mare fra i comuni di Fabriano e Sassoferrato, in prossimità del Monte Cucco, dove sorge l'area protetta del Parco del Monte Cucco.

## Origini del nome
Il nome della frazione sembrerebbe derivare dalla parola rugas che significa "vie". Un'altra ipotesi assocerebbe il nome alla morfologia del terreno su cui sorge l'abitato, che risulterebbe molto disconnesso e pieno di corrugamenti, quindi a verrucae. Altra ipotesi è che sia una deformazione di 'Rochae', cioè rocche. Infatti qui prospiciente a Viacce c'era una torre, donde il toponimo 'Torre'. In realtà il toponimo 'Ruccia' è altrove abbastanza diffuso. Tuttavia in tempi passati c'era un monte detto 'Rucho', citato tre volte nella vertenza esistente tra il Comune di Fabriano e la comunanza di Viacce negli anni 1490 e 1491, che doveva trovarsi da queste parti (Libro Rosso di Fabriano, 1998, n. 268 pag. 492 'Quo autem ad montaneam montis Ruchi', n. 271 p. 501 '..quale ànno in monte Rucho..tamto in monte Rucho quanto in monte Cucho'. La prima citazione indiretta è del 1289, quando viene qualificato come 'ville S. Nicolai' in un documento fabrianese (Zonghi, Carte dipl. Fabr. n. 249), segno che il nome era ancora provvisorio, ma che la villa era autonoma da Viacce. Questa villa aveva una sua chiesa, S. Benedetto, esistente ancora nel XVI. secolo.

## Monumenti e luoghi d'interesse

### Architetture religiose
Chiesa di San Nicolò
La chiesa di San Nicolò, un piccolo edificio ad aula unica con abside piatta, le cui origini sono piuttosto antiche. Essa fu fondata probabilmente su un terreno del monastero di S. Cassiano di Valbagnola dopo il 1200. Esisteva di certo nel 1251, quando Homo di S. Pietro di Guido di Pellegrino riunì il 24 agosto 'Actum iuxta eclegia sancti Nicolai de uiaçio' 19 uomini di Viacce, Pian del Cupo e Piaggiasecca per regolare l'uso dei boschi intorno al monte Lo Spicchio (Arch. St. Com Fabriano Perg. b. II n. 123/2). Il suo primo rettore, don Bonanno Bencivenga, che era monaco di S. Cassiano, compare nell'atto di assoluzione del clero fabrianese del 14 agosto 1331 (Arch.. capit. S. Venanzo perg. 456). La chiesa inoltre è varie volte nominata in Sella (Rationes, Umbria-Nocera) all'anno 1333. Divenne parrocchia nel 1457 con la soppressione di S. Cassiano. Da varie visite dei vescovi risulta che la chiesa era ben tenuta ed aveva pure la canonica, ma che il rettore, ora da S. Pietro di Sassoferrato, non vi abitava. Il 24 settembre 1593 la visitò il vescovo nucerino Pierbenedetti e trovò che era retta da Pierantonio Bonifazi della collegiata di S. Pietro di Sassoferrato.La chiesa aveva ben due confraternite (Arch. vesc. Nocera, Visitationes Pierbenedetti folio 98). Il periodo più felice della chiesa ci fu però sotto la rettoria di don Paolo Vivani da Cabernardi, che dispose di abbastanza denaro da ricostruire la canonica nel 1644, ampliare la chiesa nel 1653 e pagare un quadro, una 'Crocifissione con santi', s. Anna e s. Antonio abate, dipinta da 'Carolus Brozzius eugub. pinxit A.D. 165..'. Dell'anno si è persa memoria dopo che il quadro, che era una ex pala d'altare, è stato trafugato con molti altri beni dopo il terremoto del 1997. Ai piedi del quadro sulla destra era raffigurata la testa del parroco con didascalia 'D. Vivanus'. Forse il parroco commissionò anche gli altri due quadri, non firmati sul davanti, di pari dimensioni raffiguranti una 'Vergine con Bambino in trono' ed una 'Madonna del Rosario' ora in deposito provvisorio presso le Cartiere di Fabriano. Questo quadro sembra una fotocopia di altro del Brozzi (1615-1695), forse figlio di Bernardino (1573-1617), autore ricordato in uno studio del Sannipoli.

## Eventi importanti

### Maria Cavalieri, detta La Lumachella: eroina per tre giorni
Lei non è stata come Giovanna d'Arco, né come Rosa Luxemburg. È stata una capopopolo che rappresentava il contingente, cioè la fame e le miserie della fase finale dello Stato pontificio nel periodo che seguì alla Repubblica Romana del 1849. Figlia di Domenico Cavalieri di Rucce, che probabilmente fino al 5 ottobre 1816 era stato 'birro', cioè soldato dello Stato pontificio, trasformato in guardia campestre, funzioni che svolgeva di certo nel 1821 (Arch. St. Ancona, Governatorato di Fabriano, Processi 1824, busta 189), almeno fino al 1824, quando tale corpo fu soppresso. Domenico dopo tale periodo, certo scarso di rendite, dovette esercitare abusivamente tale carica, venendo carcerato fino al 1849, quando durante la Repubblica Romana fu liberato. Le cose per la famiglia dovettero però peggiorare, ma anche per la comunità, sì che nell'area intorno a Fabriano dovettero crescere di molto il malcontento e la fame. Varie ville organizzarono una spedizione di massa, che a quanto pare non aveva uno scopo politico, ma solo quello di reperire violentemente delle derrate alimentari. Nei giorni 11-13 febbraio 1854 le strade di Fabriano videro una ragazza ventenne che guidava una massa di rivoltosi, seduta sopra un cavallo, mentre suonava una grossa lumaca. Lo scopo chiaramente fu il Monte Frumentario, che fu saccheggiato. La sommossa fu però sedata da una colonna austriaca venuta da Jesi. Domenico e Maria Cavalieri vennero carcerati in Ancona insieme a 47 solidali. Maria insieme ad altri dieci imputati fu condannata a due anni di galera. Tuttavia l'opportunità politica volle che tutti venissero scarcerati il 17 luglio 1855 (Onofrio Angelelli, La sommossa rurale del 1854, Fabriano 1934). L'area a quanto pare era diventata sensibile all'idea di un nuovo ordine, condiviso da Giambattista Carbonelli di Viacce, poeta-contadino e patriota di cui nessuno parla, che già nel 1825, carcerato, aspettava in Roma il giudizio della Sacra Consulta.

## Società
Secondo il Censimento generale ISTAT del 2001, a Rucce risiedono 38 abitanti.

## Economia
L'economia della frazione si basa sull'allevamento e, in particolare, sulla pastorizia.